# 우리는 싸우지 않아
〈우리는 싸우지 않아〉(僕たちは戦わない 보쿠타치와타타카와나이[*])는 AKB48의 40번째 싱글이다.

## 개요
전작 〈Green Flash〉로부터 약 2개월 만의 싱글이다.

## 수록곡

### Type A
자켓 사진 (표지):시마자키 하루카
CD
1. 僕たちは戦わない / 우리는 싸우지 않아
(작사: 아키모토 야스시 / 작곡: Yo-Hey / 편곡: 사사키 히로시)
2. Summer side - 셀렉션 16
(작사: 아키모토 야스시 / 작곡: 미즈시마 야스히로 / 편곡: 와카타베 마코토)
3. “ダンシ”は研究対象 / “남자”는 연구 대상 - 텐토우무Chu!
(작사: 아키모토 야스시 / 작곡: 이토 다이스케 / 편곡: 쿠시타 마인)
4. 僕たちは戦わない off vocal ver.
5. Summer side off vocal ver.
6. “ダンシ”は研究対象 off vocal ver.

DVD
1. 僕たちは戦わない Music Video
2. Summer side Music Video
3. “ダンシ”は研究対象 Music Video

### Type B
자켓 사진 (표지):카토 레나·키자키 유리아·시마자키 하루카·마츠이 쥬리나·미야와키 사쿠라
CD
1. 僕たちは戦わない / 우리는 싸우지 않아
2. Summer side - 셀렉션 16
3. カフカとでんでんむChu! / 카프카와 덴덴무Chu! - 덴덴무Chu!
(작사: 아키모토 야스시 / 작곡: you-me / 편곡: 아라켄)
4. 僕たちは戦わない off vocal ver.
5. Summer side off vocal ver.
6. カフカとでんでんむChu! off vocal ver.

DVD
1. 僕たちは戦わない Music Video
2. Summer side Music Video
3. カフカとでんでんむChu! Music Video

### Type C
자켓 사진 (표지):이코마 리나·카시와기 유키·카토 레나·카와에이 리나·키자키 유리아·코지마 하루나·사시하라 리노·타카하시 미나미·마츠이 쥬리나·마츠이 레나·미야와키 사쿠라·무카이치 미온·야마모토 사야카·요코야마 유이·와타나베 마유
CD
1. 僕たちは戦わない / 우리는 싸우지 않아
2. Summer side - 셀렉션 16
3. 汚れている真実 / 더러워지고 있는 진실 - 팀8 선발
(작사: 아키모토 야스시 / 작곡: 오오누키 카즈노리, 카와하라 레오, 타카기 류이치 / 편곡: 오오누키 카즈노리)
4. 僕たちは戦わない off vocal ver.
5. Summer sid eoff vocal ver.
6. 汚れている真実 off vocal ver.

DVD
1. 僕たちは戦わない Music Video
2. Summer side Music Video
3. 汚れている真実 Music Video

### Type D
자켓 사진 (표지):이코마 리나·카시와기 유키·카토 레나·카와에이 리나·키자키 유리아·코지마 하루나·사시하라 리노·타카하시 미나미·마츠이 쥬리나·마츠이 레나·미야와키 사쿠라·무카이치 미온·야마모토 사야카·요코야마 유이·와타나베 마유
CD
1. 僕たちは戦わない / 우리는 싸우지 않아
2. バレバレ節 - WONDA 선발
(작사: 아키모토 야스시 / 작곡: 우에다 코지 / 편곡: 노나카 “마사” 유이치)
3. 君の第二章 / 너의 제2장
(작사: 아키모토 야스시 / 작곡·편곡: 오오카미 요시야스)
4. 僕たちは戦わない off vocal ver.
5. バレバレ節 off vocal ver.
6. 君の第二章 off vocal ver.

DVD
1. 僕たちは戦わない Music Video
2. バレバレ節 Music Video
3. 君の第二章 Music Video

### 극장반
CD
1. 僕たちは戦わない / 우리는 싸우지 않아
2. Summer side - 셀렉션 16
3. 出逢いの日、別れの日 / 만남의 날, 이별의 날 - 겐소&지키소
(작사: 아키모토 야스시)
4. 僕たちは戦わない off vocal ver.
5. Summer side off vocal ver.
6. 出逢いの日、別れの日 off vocal ver.

## 선발 멤버

### 우리는 싸우지 않아
(센터:시마자키 하루카)
- 이코마 리나, 오오시마 료카, 오오와다 나나, 오카다 나나, 카시와기 유키, 카토 레나, 카와에이 리나, 카와모토 사야, 키자키 유리아, 키타가와 료하, 코지마 하루나, 코지마 마코, 코다마 하루카, 사카구치 나기사, 사시하라 리노, 시마자키 하루카, 스다 아카리, 타카하시 쥬리, 타카하시 미나미, 타노 유카, 나카노 이쿠미, 마츠이 쥬리나, 마츠이 레나, 미네기시 미나미, 미야와키 사쿠라, 미야자와 사에, 무카이치 미온, 무토 토무, 야마모토 사야카, 요코야마 유이, 와타나베 마유, 와타나베 미유키

### Summer side
〈셀렉션 16〉 명의
(센터:오오와다 나나, 코지마 마코)
- 오오시마 료카, 오오와다 나나, 오카다 나나, 카와모토 사야, 키타가와 료하, 코지마 마코, 코다마 하루카, 사카구치 나기사, 스다 아카리, 타카하시 쥬리, 타노 유카, 나카노 이쿠미, 미네기시 미나미, 미야자와 사에, 무토 토무, 와타나베 미유키

### “남자”는 연구 대상
〈텐토우무Chu!〉 명의
(센터:코지마 마코)
- 오카다 나나, 코지마 마코, 키타가와 료하, 시부야 나기사, 타시마 메루, 토모나가 미오, 니시노 미키

### 카프카와 덴덴무Chu!
〈덴덴무Chu!〉 명의
(센터:오오와다 나나)
- 오오와다 나나, 카와모토 사야, 타나카 미쿠, 타니구치 메구, 야부키 나코, 무카이치 미온, 무라야마 유이리

### 더러워지고 있는 진실
〈팀8 선발〉 명의
(센터: 나카노 이쿠미, 사카구치 나기사)
- 쿠라노 나루미, 사카구치 나기사, 사토 나나미, 타니가와 히지리, 나카노 이쿠미, 나가노 세리카, 혼다 히토미, 야마다 나나미, 요코미치 유리, 요코야마 유이

### 너의 제2장
(센터:카와에이 리나)
- 이리야마 안나, 카시와기 유키, 카와에이 리나, 키자키 유리아, 코지마 하루나, 사시하라 리노, 시마자키 하루카, 타카하시 미나미, 마츠이 쥬리나, 야마모토 사야카, 요코야마 유이, 와타나베 마유

### 만남의 날, 이별의 날
〈겐소&지키소〉 명의
- 타카하시 미나미, 요코야마 유이

## 발매일
| 국가     | 날짜             | 포맷                    | 레이블                           |
| -------- | ---------------- | ----------------------- | -------------------------------- |
| 일본     | 2015년 5월 20일  | CD+DVD, CD, 디지털 음원 | You, Be Cool!                    |
| 대한민국 | 2018년 11월 16일 | 디지털 음원             | 지니 뮤직, 스톤뮤직 엔터테인먼트 |